# Bartolomiej Niziol
Bartolomiej Niziol est un violoniste polonais né le 1er février 1974.
Il a remporté le premier grand prix du Concours international Marguerite-Long-Jacques-Thibaud en 1993.
Résidant en Pologne, ce musicien d'exception mène une carrière internationale plutôt discrète. Cependant, il est venu à diverses reprises sur le territoire français. En particulier à la Salle Pleyel et au théâtre du Châtelet, mais aussi dans le cadre des concerts du Midem, du Festival de Radio France (Montpellier).
Il joue depuis quelques années un Stradivarius de 1719.

## Discographie (partielle)
- Polish violin duos (Duos pour violons), avec Jaroslav Pietrzak, CD, DUX 0398

## Récompenses et distinctions
- Lauréat du Concours Eurovision des jeunes musiciens 1992
- Lauréat du Concours international de violon Henryk Wieniawski en 1991
- Prix Fryderyk 1996 dans la catégorie musique de chambre en duo avec Waldemar Malicki